# Nguyễn Phúc Khoát
 (octobre 2018).
Si vous disposez d'ouvrages ou d'articles de référence ou si vous connaissez des sites web de qualité traitant du thème abordé ici, merci de compléter l'article en donnant les références utiles à sa vérifiabilité et en les liant à la section « Notes et références ».
Nguyễn Phúc Khoát (1714 - 1765), connu également sous le nom du prince Vo (vietnamien : Võ Vương), dignitaire vietnamien et membre de la famille des Nguyễn. Il règne de 1738 à 1765.